# Ikarbus IK-201
Der Ikarbus IK-201 ist ein Mittelflur-Zuggelenkbus des serbischen Omnibusbauers Ikarbus. Er ist für die Beförderung von Passagieren im Stadtverkehr bestimmt. Die Produktion des Modells dauerte von 1993 bis 2006.

## Fahrzeugbeschreibung
Der IK-201 entstand Anfang der 1990er Jahre als Teil einer neuen Generation von Ikarbus-Bussen. Der erste Prototyp wurde 1993 unter der Bezeichnung IK-201 L9 vorgestellt. Der Buchstabe L in der Modellbezeichnung bedeutete „Luxus“, als Hinweis auf die gehobene Ausstattung. Dieser Bus ist die Gelenkversion des zur gleichen Zeit entwickelten Modells IK-103.
Im Jahr 1996 wurde das ältere Modell IK-161 aus der Produktion genommen und die Massenproduktion des neuen IK-201 begonnen. Verwandte Gelenkbusse mit ähnlichem Aussehen sind der IK-202 mit einem Rába-Motor und der IK-203 mit einem Mercedes-Motor, während der IK-201 mit einem MAN-Motor ausgestattet ist. Der IK-201 wurde in größeren Stückzahlen als die anderen beiden anderen Modelle produziert und länger in Produktion gehalten. Im Laufe der Zeit wurde der IK-201 modernisiert und äußerlich mehrmals verändert. Mit dessen Weiterentwicklung entstand als neues Modell der IK-206. Im Jahr 2006 ersetzte der IK-206 den IK-201 in der Produktion.

## Fahrzeug in Betrieb
In den 1990er und 2000er Jahren war dieses Modell im Fuhrpark der Belgrader Stadtverkehrsgesellschaft zahlreich, und während der schwierigen Jahre des Einsatzes unter den Bedingungen der Wirtschaftssanktionen und ökonomische Krise beförderte es große Lasten des öffentlichen Verkehrs der Hauptstadt. Das Modell gehörte auch zu den Flotten anderer größerer Unternehmen im öffentlichen Verkehr, wie JGSP Novi Sad, JP Subotica-Trans, SP Lasta, Lastra usw.

## Spezifikationen
Der IK-201 hat die folgenden Spezifikationen:
Maße
- Länge – 17,04 m
- Breite – 2,50 m
- Höhe – 3,20 m
- Radstand – 5,25/6,10 m
- Überhang vorne – 2,82 m
- Überhang hinten – 2,90 m
- Höhe des Fahrgastraums – 2,05 m
- Bodenhöhe in Zone I, II und III Türen – 0,90 m
- Höhe der ersten Stufe – 0,345 m
- Wendekreis – 21,60 m
- Leergewicht Masse – 14.100 kg

Motor
- MAN/D2866 LUH-23  (Euro 3)
  - Maximale Leistung – 191 kW (260 PS)
  - Einbau – zwischen der ersten und zweiten Achse unter dem Boden des Fahrgastraums[3]

Übertragung
- ZF/S6-85 (manuell) oder VOITH 864.3E (automatisch)